# 2026
Het jaar 2026 is een jaartal volgens de christelijke jaartelling.

## Gebeurtenissen
- Van 6 februari tot en met 22 februari worden de 25ste Olympische Winterspelen gehouden in de Italiaanse steden Milaan & Cortina d'Ampezzo.
- Het 23e wereldkampioenschap voetbal zal dit jaar in Canada, Mexico en de Verenigde Staten gehouden worden. Het is voor het eerst dat een WK voetbal door drie landen wordt georganiseerd.
- Zonsverduistering van 12 augustus 2026

## Fictie
- De Duitse sciencefictionfilm Metropolis uit 1927 speelt zich af in 2026.
- Volgens de Amerikaanse franchise Star Trek zal de Derde Wereldoorlog in 2026 uitbreken.